# I.C.布勒蒂亞努鄉 (圖爾恰縣)
45°22′34″N 28°4′39″E / 45.37611°N 28.07750°E
I.C.布勒蒂亞努鄉（羅馬尼亞語：Comuna I.C. Brătianu, Tulcea），是羅馬尼亞的鄉份，位於該國東南部，由圖爾恰縣負責管轄，面積49平方公里，海拔高度7米，2002年人口1,224，人口密度每平方公里25人。